# Fakaleitī

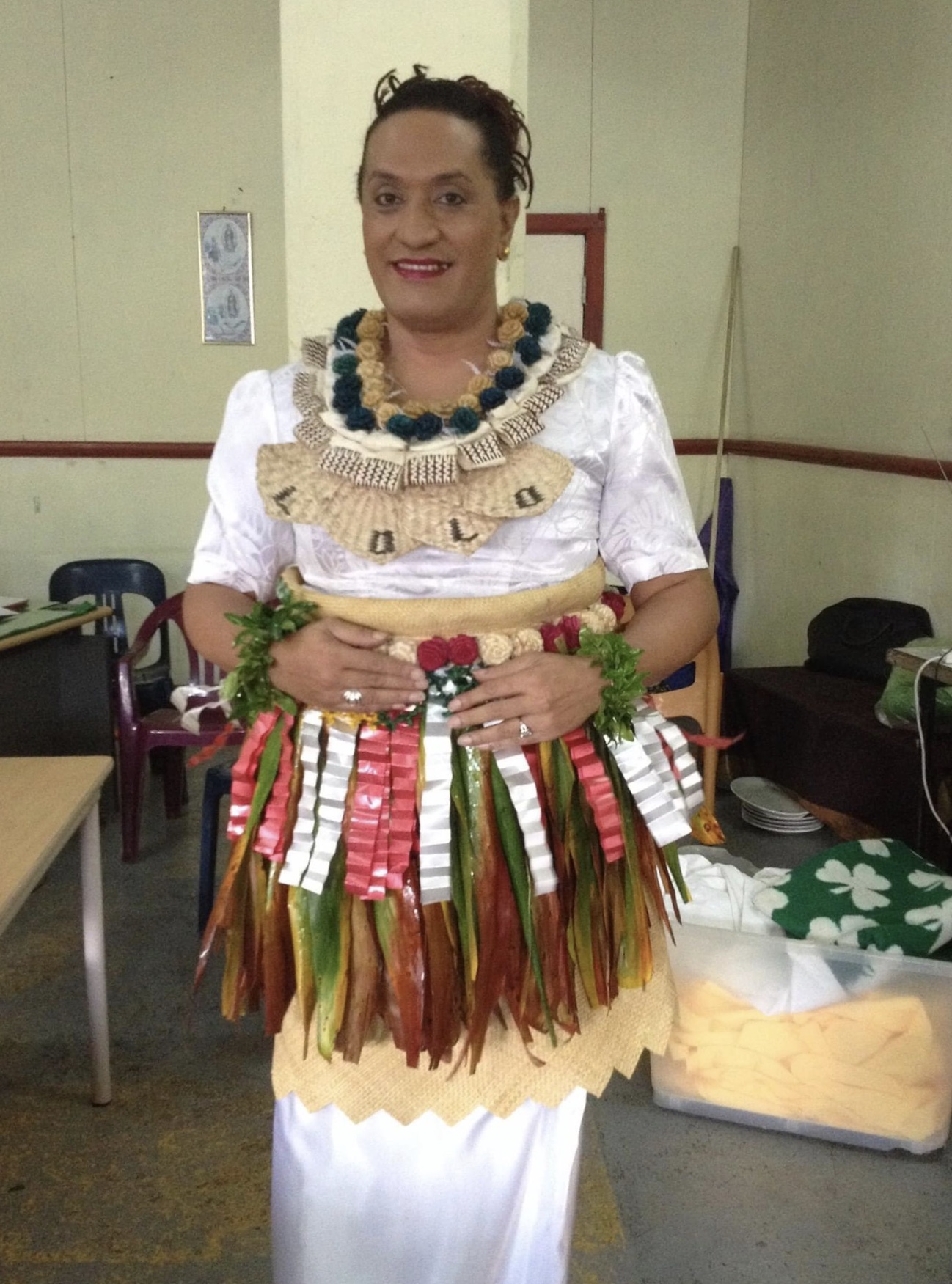
Joey Joleen Mataele con vestimenta tradicional

Un fakaleitī o fakafefine es una persona tongana al que se le asigna el sexo masculino al nacer, pero adopta una expresión de género femenino. El término fakaleitī se compone del prefijo faka- (a la manera de) y el préstamo lady del inglés. Los propios fakaleitī prefieren llamarse leitī o ladies.
Aunque los leitī en Tonga no se asocian necesariamente con las identidades LGBT del mundo occidental, aquellos que crecen en las comunidades de inmigrantes tonganos en Nueva Zelanda, Australia y los Estados Unidos pueden encontrar un mayor nivel de y afinidad con identidades similares que los leitī en el reino insular.
Los leitī o fakafefine son similares al fa'afafine de Samoa y al māhū hawaiano. El concepto se incluye en el acrónimo MVPFAFF (māhū, vakasalewalewa, palopa, fa'afafine, akava'ine, fakaleitī o leiti, y fakafifine), acuñado por Phylesha Brown-Acton, para "mejorar la conciencia de diversidad de género de los pueblos del Pacífico".
La Tonga Leitis' Association (Asociación de Leitis de Tonga) organiza el concurso Miss Galaxy en Tonga. También han estado involucrados en la reforma de las leyes de influencia colonial sobre la vida leitī en Tonga. En 2018 se realizó un documental, Leitis in Waiting, sobre el líder leitī Joey Mataele y los esfuerzos de la Tonga Leitis' Association. Mataele también trabaja con Pacific Equality Project, un grupo sin fines de lucro que aboga por la despenalización de las personas LGBT en las Islas del Pacífico.